# Pseudomaso
Pseudomaso là một chi nhện trong họ Linyphiidae.